# Josep Maria Fondevila i Padrol
Josep Maria Fondevila i Padrol   (Barcelona, 28 d'octubre de 1915 - Barcelona, 14 d'agost de 2003) fou un jesuïta català.
Es va incorporar a la Companyia de Jesús el 9 d'octubre de 1935, i ho feu a Bollengo (Itàlia), on els jesuïtes catalans hi feien el noviciat i els corresponents estudis en humanitats, a causa de la dissolució de la Companyia que es va decretar en temps de la Segona República l'any 1931. Abans havia estudiat Comerç a l'Institut Comercial de la Immaculada i es va diplomar en Ciències Químiques per l'Institut Químic de Sarrià. Quan tornà d'Itàlia, estudià Filosofia i Teologia a Sarrià, a les Facultats de Filosofia i Teologia de la Companyia. Després de doctorar-se a la Universitat Gregoriana, l'any 1950 es va incorporar al claustre de professors del Col·legi Màxim de Sant Francesc de Borja, a Sant Cugat del Vallès, inaugurat un any abans, el 1949.
Fou també codirector de la revista Estudios Eclesiásticos i del diccionari internacional Sacramentum Mundi.